# 大縄町 (津島市)
大縄町（おおなわちょう）は、愛知県津島市の地名。現行行政地名は大縄町1丁目から大縄町9丁目。

## 地理
津島市西端部に位置する。東は上新田町・河田町・下新田町・老松町・宮川町、西・南・北は愛西市に接する。

## 歴史

### 沿革
- 1953年（昭和28年） - 津島市大字向島の一部により、同市大縄町として成立[1]。

## 世帯数と人口
2018年（平成30年）1月1日現在の世帯数と人口は以下の通りである。
| 丁目                 | 世帯数  | 人口  |
| -------------------- | ------- | ----- |
| 大縄町二丁目         | 57世帯  | 121人 |
| 大縄町三丁目         | 62世帯  | 165人 |
| 大縄町四丁目         | 56世帯  | 163人 |
| 大縄町五丁目・六丁目 | 14世帯  | 47人  |
| 大縄町七丁目・八丁目 | 14世帯  | 42人  |
| 大縄町九丁目         | 21世帯  | 58人  |
| 計                   | 224世帯 | 596人 |

### 人口の変遷
国勢調査による人口の推移
| 1995年（平成7年）  | 647人 | [ 7 ]  |  |
| 2000年（平成12年） | 693人 | [ 8 ]  |  |
| 2005年（平成17年） | 701人 | [ 9 ]  |  |
| 2010年（平成22年） | 653人 | [ 10 ] |  |
| 2015年（平成27年） | 606人 | [ 11 ] |  |

## 学区
市立小・中学校に通う場合、学区は以下の通りとなる。また、公立高等学校に通う場合の学区は以下の通りとなる。
| 丁目         | 番・番地等 | 小学校           | 中学校             | 高等学校 |
| ------------ | ---------- | ---------------- | ------------------ | -------- |
| 大縄町一丁目 | 全域       | 津島市立西小学校 | 津島市立天王中学校 | 尾張学区 |
| 大縄町二丁目 | 全域       | 津島市立西小学校 | 津島市立天王中学校 | 尾張学区 |
| 大縄町三丁目 | 全域       | 津島市立西小学校 | 津島市立天王中学校 | 尾張学区 |
| 大縄町四丁目 | 全域       | 津島市立西小学校 | 津島市立天王中学校 | 尾張学区 |
| 大縄町五丁目 | 全域       | 津島市立西小学校 | 津島市立天王中学校 | 尾張学区 |
| 大縄町六丁目 | 全域       | 津島市立西小学校 | 津島市立天王中学校 | 尾張学区 |
| 大縄町七丁目 | 全域       | 津島市立西小学校 | 津島市立天王中学校 | 尾張学区 |
| 大縄町八丁目 | 全域       | 津島市立西小学校 | 津島市立天王中学校 | 尾張学区 |
| 大縄町九丁目 | 全域       | 津島市立西小学校 | 津島市立天王中学校 | 尾張学区 |

## 交通
- 国道155号[6]

## 施設
- 津島市営大縄住宅[6]
- 三和第一保育園[6]北緯35度9分57秒 東経136度42分47.7秒 / 北緯35.16583度 東経136.713250度

## その他

### 日本郵便
- 郵便番号 : 496-0876[4]（集配局：津島郵便局[14]）。